# Abbaye de Saarn
L'abbaye de Saarn est une ancienne abbaye cistercienne située à Saarn, devenu un quartier de la ville de Mülheim, dans la Land de Rhénanie-du-Nord-Westphalie, dans le diocèse d'Aix-la-Chapelle.

## Histoire

### La fondation
Selon des recherches archéologiques, l'abbaye aurait été fondée vers 1200. Il n'existe aucune source écrite pouvant le confirmer. Elle porte d'abord le nom d'abbaye de Mariensaal, tout comme l'abbaye d'Eppinghoven, fondée dans la forêt de Kaarst en 1214. Kaarst et Saarn sont, dans les deux premières décennies de leurs existences, sous la direction conjointe de l'abbesse Wolberna, puis affiliées à l'abbaye de Kamp. En 1237, les biens et les possessions sont séparés entre les deux abbayes.
Pour assurer leurs pouvoirs, l'archevêque de Cologne Engelbert II de Berg et le régent du roi Henri II de Souabe conviennent de quelques principes : réforme des ordres monastiques, établissement de baillis, défense face aux autres provinces. Ils les appliquent avec attention pour l'abbaye de Saarn.
En 1223, un régime de faveur pour l'abbaye est établi entre le pape Honorius III et le Saint-Empire romain germanique. Le pape confirme le privilège religieux et accorde sa protection. La vie des religieuses et l'existence du monastère reposent sur une nouvelle base juridique et matérielle permanente. Le protecteur Henri II de Souabe est honoré par les sœurs, probablement à l'instigation de Engelbert, avec un livre en sa mémoire.
Entre le XVe siècle et le XVIIe siècle, l'abbaye tend de plus en plus à devenir un Damenstift.

### La sécularisation
En 1808, dans le cadre de la sécularisation des biens de l'Église dans le duché de Berg par l'administration française, la dissolution de l'abbaye de Saarn est prononcée. En 1816, après l'approbation de l'administration prussienne le 6 janvier 1815, des ateliers (de) sont installés par Sylvester Trenelle. Une forge et des ateliers de ferronnerie sont créés à Hattingen pour la fabrication de fusils. En 1840, après la rupture du contrat avec Trenelle, la fabrication est reprise par l'État qui n'était pas satisfait de la qualité par Trenelle. En 1862, la production de Saarn et de Hattingen est transférée aux ateliers d'Erfurt (de).
Lors de la construction de la Reichsstraße 1 (aujourd'hui Bundesstraße 1), qui passe juste à côté du monastère, d'anciens bâtiments agricoles sont démolis. En 1936, la ville de Mülheim rachète les bâtiments du monastère et en fait un établissement pour personnes âgées.
L'abbaye est restaurée entre 1979 et 1989 comme un monument historique. Elle sert maintenant de salle d'activités, de cafétéria et de salle de réunion. En octobre 2008, la grande bibliothèque paroissiale accueille un musée racontant l'histoire du lieu et les fouilles archéologiques lors de la restauration. En automne 2010, le musée est entouré d'un jardin.
L'église abbatiale reçoit des concerts de musique sacrée. L'église et la paroisse sont rattachées à l'Oblats de Saint François de Sales.
L'abbaye de Saarn est une étape de la route allemande du patrimoine industriel (de) (route thématique n°12 : Histoire et présent de la Ruhr).